# 吕玉堃
吕玉堃（1921年2月10日—2004年12月23日），原名吕佩庵，曾用名于干、金嵒，男，河北通县人，生于上海，中国话剧、电影演员，导演，中国戏剧家协会理事。代表作《秋海棠》、《风雪夜归人》、《二百五小传》等。
宗教： 耶和華見證人